# Constantin von Tischendorf
Constantin von Tischendorf (Lengenfeld, 18 de janeiro de 1815 – Leipzig, 7 de dezembro de 1874) foi um erudito bíblico líder mundial em seu tempo. Em 1844 descobriu a Bíblia mais antiga e completa do mundo, datada de meados do século IV e chamada Codex Sinaiticus, em homenagem ao Mosteiro de Santa Catarina no Monte Sinai, onde Tischendorf o descobriu. Tischendorf foi nomeado Doutor Honorário pela Universidade de Oxford em 16 de março de 1865, e Doutor Honorário pela Universidade de Cambridge em 9 de março de 1865 após esta descoberta do século. Enquanto estudante obtendo seu diploma acadêmico na década de 1840, ele ganhou reconhecimento internacional ao decifrar o Codex Ephraemi Rescriptus, um manuscrito grego do século V do Novo Testamento.

## Carreira

### Descoberta dos manuscritos da Bíblia do Codex Sinaiticus
Em 1844, Tischendorf viajou pela primeira vez ao Mosteiro de Santa Catarina, no sopé do Monte Sinai, no Egito, onde encontrou uma parte do que mais tarde seria saudado como o mais antigo Novo Testamento completo conhecido. Das muitas páginas contidas em uma velha cesta de vime (o tipo que o mosteiro carregava para seus visitantes como de costume em territórios inseguros), ele recebeu 43 páginas contendo uma parte do Antigo Testamento como um presente. Ele doou essas 43 páginas ao rei Frederico Augusto II da Saxônia (reinou de 1836 a 1854), para homenageá-lo e reconhecer seu patrocínio como o financiador da viagem de Tischenforf. (Tischendorf ocupou uma posição como professor de teologia na Universidade de Leipzig, também sob o patrocínio de Frederico Augusto II.) A Universidade de Leipzig colocou duas das folhas em exibição em 2011. Tischendorf relatou em seu livro de 1865 Wann Wurden Unsere Evangelen Verfasst, traduzido para o inglês em 1866 como When Were Our Our Evangelhos escritos na seção "A Descoberta do Manuscrito Sinaítico" que ele encontrou, em uma cesta de lixo, quarenta e três folhas de pergaminho de uma cópia antiga do Antigo Testamento grego, relatando que os monges estavam usando o lixo para iniciar incêndios. E Tischendorf, horrorizado, perguntou se ele poderia ficar com eles. Ele os depositou na Universidade de Leipzig, sob o título de Codex Friderico-Augustanus, nome dado em homenagem a seu patrono, Frederico Augusto II da Saxônia, rei da Saxônia. Os fragmentos foram publicados em 1846, embora Tischendorf tenha mantido o local da descoberta em segredo.
Muitos expressaram ceticismo quanto à precisão histórica deste relatório de salvar das chamas um pergaminho de 1 500 anos. J. Rendel Harris referiu-se à história como um mito. O Tischendorf Lesebuch (ver referências) cita que o bibliotecário Kyrillos mencionou a Tischendorf que o conteúdo da cesta já havia sido submetido ao fogo duas vezes. O conteúdo das cestas eram escrituras danificadas, o terceiro recheio aparentemente, assim citado pelo próprio Tischendorf. Em 1853, Tischendorf fez uma segunda viagem ao mosteiro sírio, mas não fez novas descobertas. Ele voltou pela terceira vez em janeiro de 1859 sob o patrocínio do czar Alexandre II da Rússia com a ajuda ativa do governo russo para encontrar mais do Codex Frederico-Augustanus ou textos bíblicos antigos semelhantes. Em 4 de fevereiro, último dia de sua visita, ele viu um texto que ele reconheceu como significativo - o Codex Sinaiticus - um manuscrito grego do Novo Testamento completo e partes do Antigo Testamento datando do século IV.
Tischendorf persuadiu os monges a apresentar o manuscrito ao czar Alexandre II da Rússia, às custas do czar, que foi publicado em 1862 (em quatro volumes). Ele defendeu veementemente os direitos dos monges do mosteiro de Santa Catarina quando os persuadiu a enviar o manuscrito ao czar. Isso levou cerca de 10 anos porque o abade de São Cateterinos teve que ser reeleito e confirmado no cargo no Cairo e em Jerusalém, e durante esses 10 anos ninguém no mosteiro tinha autoridade para entregar quaisquer documentos. No entanto, os documentos foram entregues em devido tempo após uma carta assinada e selada ao czar Alexandre II (Schenkungsurkunde). Mesmo assim, os monges do Monte. O Sinai ainda exibe uma carta-recibo de Tischendorf prometendo devolver o manuscrito para eles, caso a doação não possa ser feita. Esta carta simbólica teve que ser destruída, seguindo a última edição de um "Schenkungsurkunde". Este ato de doação regulamentou a troca do Codex com o Czar, contra 9 000 Rubéis e proteção patrimonial da Romênia. O czar era visto como o protetor dos cristãos ortodoxos gregos. Pensamento perdido desde a Revolução Russa, o documento (Schenkungsurkunde) ressurgiu em São Petersburgo em 2003 e também foi comentado por outros estudiosos como Kurt Aland. O mosteiro contestou a existência do certificado de presente (Schenkungsurkunde) desde que a Biblioteca Britânica foi nomeada como a nova proprietária do Codex. Agora, após a descoberta tardia do certificado de presente pelo documento (Schenkungsurkunde) agora ressurgiu em São Petersburgo em 2003 e também foi muito antes comentado por outros estudiosos como Kurt Aland. O mosteiro contestou a existência do certificado de presente (Schenkungsurkunde) desde que a Biblioteca Britânica foi nomeada como a nova proprietária do Codex. Agora, após a descoberta tardia do certificado de presente pelo documento (Schenkungsurkunde) agora ressurgiu em São Petersburgo em 2003 e também foi muito antes comentado por outros estudiosos como Kurt Aland. O mosteiro contestou a existência do certificado de presente (Schenkungsurkunde) desde que a Biblioteca Britânica foi nomeada como a nova proprietária do Codex. Agora, após a descoberta tardia do certificado de presente pelo Biblioteca Nacional Russa, a existência não pode ser contestada a sério. Em 1869 o czar concedeu a Tischendorf o estilo de "von" Tischendorf como um nobre russo. 327 edições fac-símile do Codex foram impressas em Leipzig para o czar (em vez de um salário pelo trabalho de três anos de Tischendorf, o czar deu a ele 100 cópias para revenda) para comemorar o milésimo aniversário da fundação tradicional da Rus 'estado em 862 com a publicação deste achado mais surpreendente. Apoiar a produção do fac-símile, todo feito com caracteres impressos especiais para cada um dos 4 escribas do Codex Sinaiticus, foi o trabalho por turnos e contribuiu para a morte prematura de Tischendorf devido ao trabalho exaustivo durante meses também durante a noite. Assim, o Codex chegou à Biblioteca Imperial de São Petersburgo.
Quando a luxuosa edição de 4 volumes da Bíblia do Sinai foi concluída em 1862, C. Tischendorf apresentou o antigo manuscrito original ao imperador Alexandre II. Enquanto isso, a questão de transferir o manuscrito para a posse total do Soberano Russo permaneceu sem solução por alguns anos. Em 1869, o novo arcebispo do Sinai, Calistrato, e a comunidade monástica, assinaram o certificado oficial apresentando o manuscrito ao czar. O governo russo, por sua vez, concedeu ao mosteiro 9 000 rublos e condecorou o arcebispo e alguns dos irmãos com ordens. Em 1933, o governo soviético vendeu o Codex Sinaiticus por 100 000 libras ao Museu Britânico em Londres, Inglaterra. O certificado oficial com assinaturas nas seções russo / francês / grego foi reencontrado em São Petersburgo.

### Novum Testamentum Graece - publicação com 21 edições
No inverno de 1849, a primeira edição de sua grande obra agora intitulada Novum Testamentum Graece. Ad antiquos testículos recenseamento. Apareceu o Apparatum criticum multis modis (traduzido como Novo Testamento grego. As testemunhas antigas revisadas. Preparações críticas de muitas maneiras), contendo cânones de crítica, adicionando exemplos de sua aplicação que são aplicáveis aos alunos hoje:
Regra básica: "O texto deve ser buscado apenas em evidências antigas, e especialmente em manuscritos gregos, mas sem negligenciar os testemunhos de versões e pais."
1. "Uma leitura totalmente peculiar a um ou outro documento antigo é suspeita; como também o é qualquer, mesmo que apoiada por uma classe de documentos, o que parece evidenciar que teve origem na revisão de um homem erudito."
2. "As leituras, embora bem apoiadas por evidências, devem ser rejeitadas, quando for manifesto (ou muito provável) que procederam de erros de copistas."
3. "Em passagens paralelas, seja do Novo ou do Antigo Testamento, especialmente nos Evangelhos Sinópticos, que os copistas antigos continuamente traziam em crescente concordância, esses testemunhos são preferíveis, em que a concordância precisa de tais passagens paralelas não é encontrada; a menos que, de fato, lá são razões importantes para o contrário. "
4. "Em leituras discrepantes, deve-se dar preferência àquilo que pode ter dado ocasião às demais, ou que pareça incluir os elementos das outras."
5. "Essas leituras devem ser mantidas de acordo com o grego do Novo Testamento, ou com o estilo particular de cada escritor individual."

Em parte, isso foi o resultado das incansáveis viagens que ele havia começado em 1839 em busca de manuscritos não lidos do Novo Testamento, "para esclarecer dessa forma", escreveu ele, "a história do texto sagrado e, se possível, recuperar o texto apostólico genuíno que é o fundamento da nossa fé."
Em 1850 apareceu sua edição do Codex Amiatinus (em 1854 corrigido) e da versão Septuaginta do Antigo Testamento (7ª ed., 1887); em 1852, entre outras obras, sua edição do Codex Claromontanus.
Entretanto, também em 1859, foi nomeado professor ordinarius de teologia e de paleografia bíblica, sendo este último professor especialmente criado para ele; e outro livro de viagens, Aus dem heiligen Lande, apareceu em 1862. As viagens de Tischendorf ao Oriente foram ricas o suficiente em outras descobertas para merecer os maiores elogios.
Além da fama de estudioso, era amigo de Robert Schumann, com quem se correspondia, e de Felix Mendelssohn, que lhe dedicou uma canção. Seu colega crítico de textos Samuel Prideaux Tregelles escreveu calorosamente sobre seu interesse mútuo em estudos textuais. Sua biblioteca pessoal, adquirida após sua morte, acabou chegando à Universidade de Glasgow, onde uma exposição comemorativa de livros de sua biblioteca foi realizada em 1974 e pode ser acessada pelo público.
Ele morreu em Leipzig.

## Codex Sinaiticus
O Codex Sinaiticus contém um manuscrito do século IV de textos do Novo Testamento. Existem duas outras Bíblias de idade semelhante, embora sejam menos completas: Codex Vaticanus na Biblioteca do Vaticano e Codex Alexandrinus, atualmente propriedade da Biblioteca Britânica.

## Motivação de Tischendorf
Ao longo de sua vida, Tischendorf buscou antigos manuscritos bíblicos, pois considerava sua tarefa dar à teologia um Novo Testamento grego baseado nas escrituras mais antigas possíveis. Ele pretendia estar o mais próximo possível das fontes originais.
Tischendorf seguiu um curso constante de trabalhos editoriais, principalmente no Novo Testamento, até 1873.

## Trabalhos

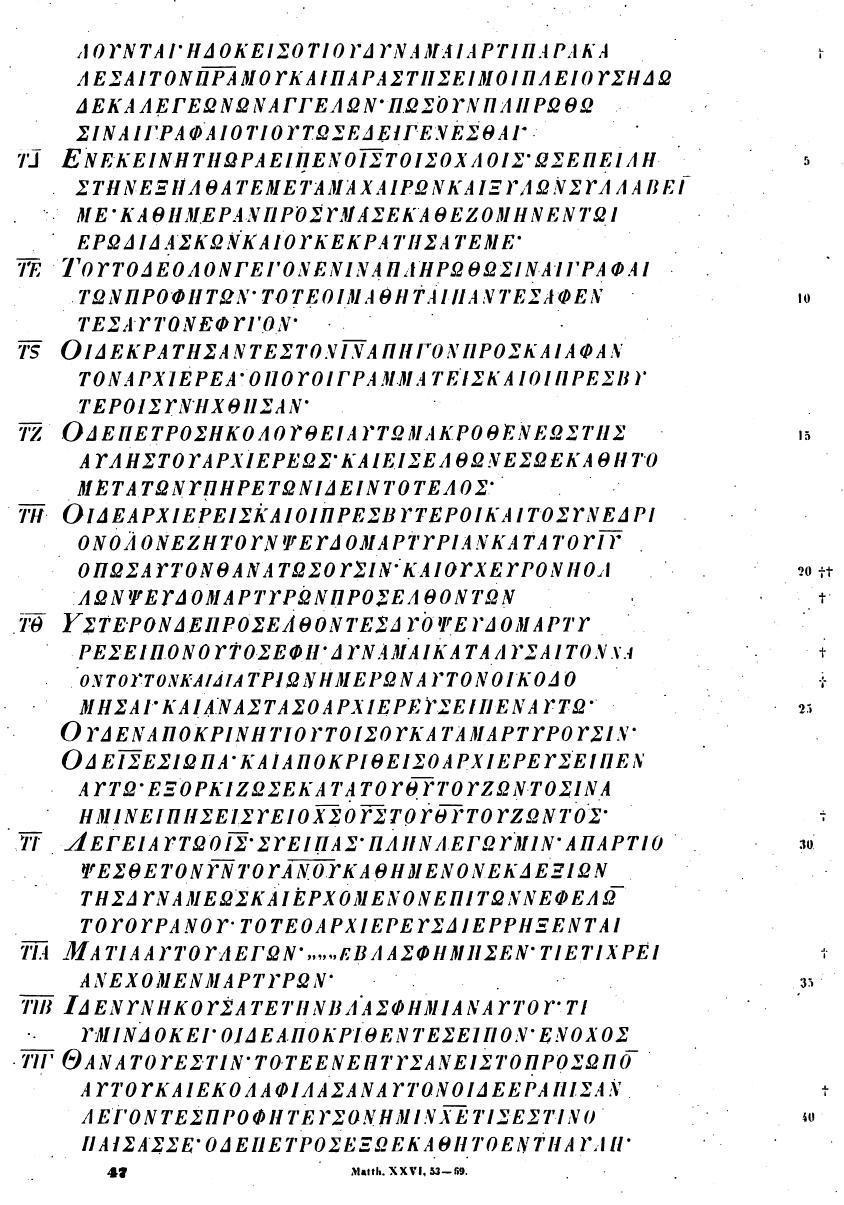
Mateus 26: 52-69 na edição fac-símile de Tischendorf (1843)

Sua magnum opus foi a "Edição crítica do Novo Testamento".
A grande edição, cujo texto e aparato apareceram em 1869 e 1872, foi chamada por ele mesmo de editio viii; mas esse número é aumentado para vinte ou vinte e um, se meras reimpressões do estereótipoplacas e as edições menores de seus grandes textos críticos estão incluídas; as gravuras póstumas elevam o total para quarenta e um. Quatro recensões principais do texto de Tischendorf podem ser distinguidas, datando respectivamente de suas edições de 1841, 1849, 1859 (ed. Vii) e 1869-72 (ed. Viii). A edição de 1849 pode ser considerada como historicamente a mais importante, pela massa de novo material crítico que usou; a de 1859 se distingue das outras edições de Tischendorf por se aproximar do texto recebido; na oitava edição, o testemunho do manuscrito sinaítico recebeu grande (provavelmente muito) peso. As leituras do Vaticano o manuscrito foi entregue com mais exatidão e certeza do que fora possível nas edições anteriores, e o editor também teve a vantagem de usar os trabalhos publicados de seu colega e amigo Samuel Prideaux Tregelles.
De importância relativamente menor foi o trabalho de Tischendorf no Antigo Testamento grego. Sua edição do texto romano, com as variantes do manuscrito alexandrino, o Codex Ephraemi e o Friderico-Augustanus, foi útil quando apareceu em 1850, mas, sendo estereotipada, não foi muito melhorada nas edições subsequentes. Suas imperfeições, mesmo dentro do campo limitado que cobre, podem ser julgadas com o auxílio do apêndice de Eberhard Nestlé ao 6º número (1880).
Além disso, podem ser mencionadas as edições dos apócrifos do Novo Testamento, De Evangeliorum apocryphorum origine et usu (1851); Acta Apostolorum apocrypha (1851); Evangelia apocrypha (1853; 2ª ed., 1876); Apocalypses apocryphae (1866) e vários escritos menores, em parte de caráter apologético, como Wann wurden unsere Evangelien verfasst? (When Were Our Gospels Written?; 1865; 4ª ed., 1866, digitalizado pelo Google e disponível para leitores eletrônicos), Haben wir den echten Schrifttext der Evangelisten und Apostel? (1873) e Synopsis evangelica (7ª ed., 1898).

### Fac-símile de manuscritos
- Codex Ephraemi Syri rescriptus, sive Fragmenta Novi Testamenti, Lipsiae 1843
- Codex Ephraemi Syri rescriptus, sive Fragmenta Veteris Testamenti, Lipsiae 1845
- Notitia editionis codicis Bibliorum Sinaitici (Leipzig 1860)
- Anecdota sacra et profana (Leipzig 1861)

### Edições do Novum Testamentum Graece
- Novum Testamentum Graece. Editio stereotypa secunda, (Lipsiae 1862)
- Novum Testamentum Graece. Editio Quinta, Lipsiae 1878
- Novum Testamentum Graece. Editio Septima, Lipsiae 1859

### Editio Octava
- Gospels: Novum Testamentum Graece: ad antiquissimos testes denuo recensuit, apparatum criticum omni studio perfectum, vol. I (1869)
- Acts–Revelation: Novum Testamentum Graece. Editio Octava Critica Maior, vol. II (1872)
- Prolegomena I–VI: Novum Testamentum Graece. Editio Octava Critica Maior, vol. III, Part 1 (1884)
- Prolegomena VII–VIII: Novum Testamentum Graece. Editio Octava Critica Maior, vol. III, Part 2 (1890)
- Prolegomena IX–XIII: Novum Testamentum Graece. Editio Octava Critica Maior, vol. III, Part 3 (1894)
- Novum Testamentum graece: recensionis Tischendorfianae ultimae textum. Lipsiae 1881

### LXX
- Vetus Testamentum Graece iuxta LXX interpretes: Vetus Testamentum Graece iuxta LXX (Volume 1)
- Vetus Testamentum Graece iuxta LXX interpretes: Vetus Testamentum Graece iuxta LXX (Volume 2)

### Suas publicações continuaram
- Doctrina Pauli apostoli de vi mortis Christi satisfactoria. Leipzig, 1837 Google
- Fritz der junge Mystiker, oder die drei letzten Festzeiten aus seinem Leben...: eine biographische Skizze. Leipzig, [1839]
- Disputatio de Christo, pane vitae, sive de loco Evang. Ioann. c. VI. vv. 51 – 59 Leipzig, 1839
- Die Geissler: namentlich die große Geißelfahrt nach Straßburg im Jahre 1349. Leipzig, 1840
- De ev. Matth. c. 19. v. 16 et 39. Leipzig, 1840
- De recensionibus quas dicunt textus Novi Testamenti ratione potissimum habita Scholzii: dissertatio histórica exegetica critica. Leipzig, 1840 [Hochschulschrift]
- Novum Testamentum Graece / Ad Antiquos Testes Recensuit Lectionesque Variantes Elzeviriorum Stephani Griesbachii Notavit Constantinus Tischendorf. Paris, 1842
- Hē Kainē Diathēkē / In Antiquis Testibus Textum Versionis Vulgatae Latinae Indagavit Lectionesque Variantes Stephani Et Griesbachii Notavit V. S. Venerabili Jager in Consilium Adhibito Constantinus Tischendorf. Paris, 1842
- Codex Ephraemi Syri rescriptus sive fragmenta utriusque testamenti. T.1. Fragmenta Veteris testamenti, T. 2. Fragmenta Novi testamenti. Leipzig, 1843
- Weihnachtspredigt... in Lengefeld. Leipzig, 1845
- Monumenta sacra inédita sive reliquiae antiquissimae textus Novi testamenti Graeci: ex novum plus mille annorum codicibus per Europam dispersis. Leipzig, 1846
- Codex Friderico-Augustanus sive fragmenta Veteris Testamenti: e codice Graeco, omnium qui in Europa supersunt facile antiquissimo; in Oriente detexit, in patriam attulit. Leipzig, 1846
- De Israelitarum per mare rubrum transitu: cum tabula. Leipzig, 1847
- Evangelium Palatinum ineditum sive reliquiae textus Evangeliorum Latini ante Hieronymum versi: ex Codice Palatino Purpureo quarti vel quinti p. Chr. saeculi. Leipzig, 1847
- Der Geist der Wahrheit: Zeitpredigt am Sonntag Cantate den 6. Mai 1849 in der Universitätskirche zu Leipzig gehalten. Leipzig, 1849
- Novum Testamentum: Latine interprete Hieronymo; ex celeberrimo codice Amiatino omnium et antiquissimo et praestantissimo. Leipzig, 1850
- Acta apostolorum apocrypha. Leipzig, 1851 Google
- Synopsis evangelica: ex quattuor evangeliis ordine chronologico concinnavit. Leipzig, 1851 Google-USA* (5. Aufl. 1884)
- De evangeliorum apocryphorum origine et usu. In: Verhandelingen / uitg. door het Haagsche Genootschap tot Verdediging van de christelijke Godsdienst, Bd. 12, Den Haag, 1851
- Codex Claromontanus sive Epistulae Pauli omnes Graece et Latine: ex Codice Parisiensi celeberrimo nomine Claromontani plerumque dicto sexti ut videtur post Christum saeculi. Leipzig, 1852
- Evangelia apocrypha: adhibitis plurimis codicibus graecis et latinis maximam partem nunc primum consultis atque ineditorum copia insignibus. Leipzig, 1853 Google Editio Altera 1874: Google-USA*
- Novum Testamentum Triglottum: graece, latine, germanice; graecum textum addito lectionum variarum delectu recensuit, latinum Hieronymi notata Clementina lectione ex auctoritate codicum restituit, germanicum ad pristinam lutheranae editionis veritatem revocavit. Leipzig, 1854
- Anecdota sacra et profana ex oriente et occidente allata sive notitia codicum Graecorum, Arabicorum, Syriacorum, Copticorum, Hebraicorum, Aethiopicorum, Latinorum: cum excerptis multis maximam partem Graecis et 35 scripturarum antiquissimarum speciminibus. Leipzig, 1855 Google Editio repetita 1861: Michigan, Google, Google
- Pastor: Graece; ex fragmentis Lipsiensibus. Leipzig, 1856
- Novum Testamentum Graece et Latine: Graecum textum addito lectionum variarum delectu rec.; Latinum Hieronymi notata Clementina lectione ex auct. codicum. Leipzig, 1858
- Notitia editionis Codicis Bibliorum Sinaitici auspiciis imperatoris Alexandri II. susceptae. Leipzig, 1860
- Aus dem heiligen Lande: nebst fünf Abbildungen in Holzschnitt und einer lithographirten Tafel. Leipzig, 1862
- Vorworte zur sinaitischen Bibelhandschrift zu St. Petersburg: unter den Auspicien seiner Kaiserlichen Maiestät Alexander II. dem Dunkel entzogen, nach Europa überbracht, zur Hebung und Verherrlichung christlicher Wissenschaft. Leipzig, 1862
- Novum Testamentum Sinaiticum sive Novum Testamentum cum Epistola Barnabae et Fragmentis Pastoris: ex codice Sinaitico... Leipzig, 1863
- Die Anfechtungen der Sinai-Bibel. Leipzig, 1865 Google
- Aus Dem Heiligen Lande. Leipzig, 1865 Google
- Wann wurden unsere Evangelien verfasst? Leipzig, 1865 Google, 2. Expl. Google
- Novum Testamentum Graece: ex sinaitico codice omnium antiquissimo vaticana itemque Elzeviriana lectione notata. Leipzig, 1865
- Apocalypses apocryphae Mosis, Esdrae, Pauli, Johannis, item Mariae Dormitio: additis Evangeliorum et actuum Apocryphorum supplementis. Leipzig, 1866 Internet Archive Internet Archive
- Appendix Codicum celeberrimorum Sinaitici, Vaticani, Alexandrini cum imitatione ipsorum antiqua manu scriptorum. Leipzig, 1867
- Philonea: inédita altera, altera nunc demum recte ex vetere scriptura eruta. Leipzig, 1868 Internet Archive
- Responsa ad calumnias romanas: item supplementum novi testamenti ex sinaitico codice anno 1865 editi. Leipzig, 1870
- Novum Testamentum graece: ad antiquissimos testes denuo recensuit, apparatum. Leipzig, 1869–1872. 1. Band 1869 Google-USA*, 2. Band 1872 Google-USA*
- Die Sinaibibel, ihre Entdeckung, Herausgabe und Erwerbung. Leipzig, 1871 Google-USA*
- Die evangelische Alliance-Deputation an Kaiser Alexander zu Friedrichshafen: zur Abwehr der groben Entstellungen und Verleumdungen des Herrn von Wurstemberger (zu Bach bei Bern). Leipzig, 1872
- Clementis Romani epistulae. Ad ipsius codicis alexandrini fidem ac modum repetitis curis edidit Constantinus de Tischendorf. Leipzig, 1873. Internet Archive
- Haben wir den ächten Schrifttext der Evangelisten und Apostel? Leipzig, 1873 Google-USA* (2. Aufl.)
- Liber Psalmorum: hebraicus atque latinus ab Hieronymo ex hebraeo conversus. Leipzig, 1874

### Cooperação
- Textum... recensuit, brevem apparatum criticum una cum variis lectionibus Elzevirorum, Knapii, Scholzii, Lachmanni subjunxit, argumenta et locos parallelos indicavit, commentationem... edd. Stephanicae tertiae atque Millianae, Matthaeianae, Griesbachianae praemisit Aenoth. Frid. Const. Tischendorf. Leipzig, 1841
- Clementinorum Epitomae duae: altera edita correctior, inédita altera nunc primum integra ex codicibus Romanis et excerptis Tischendorfianis, cura Alberti Rud. Max. Dressel. Accedunt Friderici Wieseleri Adnotationes criticae ad Clementis Romani quae feruntur homilias. Leipzig, 1859 Internet Archive
- Ad Vetus Testamentum Graecum ex auctoritate Sixti V. Pont. Max. a. 1587 editum a Leandro van Ess quoad textum accuratissime recusum trecentis annis post editionem originalem novis curis iteratum prolegomena et epilegomena. Bredt, 1887
- Novum Testamentum : Constantin Tischendorf: griechisch, lateinisch, englisch, Ostervald: französisch, Martin Luther, DeWette, Richard Nagel: deutsch... Hrsg. Eugen Niethe Berlin, 1891

### Segundo autor
- Ezra Abbot: The late Professor Tischendorf. Aus: The Unitarian Review and Religious Magazine. März 1875 (Festschrift Konstantin von Tischendorf)
- Caspar René Gregory: Tischendorf, Lobegott Friedrich Constantin. In: Allgemeine Deutsche Biographie. Band 38. Duncker & Humblot, Leipzig 1894, S. 371–373

### Artigos
- Trabalhos de Von Tischendorf
- Oitavo Novo Testamento grego de Tischendorf com marcas morfológicas e lemas
- Comparação do 8º texto GNT de Tischendorf com outras edições do manuscrito no Comparador de Manuscritos
- Uma edição digital do documento Evangelia Apocrypha escrito em latim e grego, em formato pdf
- Novum Testamentum graece (1859)